# Mili Eshet
Mili Eshet (în ebraică מילי עשת; n. 1993, Ierusalim, Israel) este o actriță israeliană, cunoscută pentru aparițiile în serialul de televiziune Sovietzka (2023) și în lungmetrajele Barren (2022) și Kissufim (2023).

## Biografie
Eset s-a născut în Ierusalim, Israel, într-o familie de evrei așkenazi.

## Filmografie
- 2001 - Zoo Lane 64 (rol de voce)
- 2018 - Murderesses from Beit Tov (Ratzḥot Mi-Beit Tov)[5]
- 2016 - Beyond the Mountains and Hills[6]
- 2021 - Ahed's Knee
- 2022 - Barren[7]
- 2023 - Sovietska
- 2024 - The Tattooist of Auschwitz